# Ciak d'oro 1992
7ª edizione dei Ciak d'oro tenutasi nel 1992. La pellicola cinematografica che ottiene il maggior numero di premi è Il portaborse di Daniele Luchetti con quattro riconoscimenti.

## Vincitori e candidati
I vincitori sono indicati in grassetto, a seguire gli altri candidati.

### Miglior film
- Il portaborse di Daniele Luchetti

### Miglior regista
- Marco Risi - Il muro di gomma

### Migliore attore protagonista
- Roberto Benigni - Johnny Stecchino

### Migliore attrice protagonista
- Margherita Buy - Maledetto il giorno che t'ho incontrato

### Migliore attore non protagonista
- Paolo Bonacelli - Johnny Stecchino
  - Angelo Orlando - Pensavo fosse amore invece era un calesse
  - Giorgio Gaber - Rossini! Rossini!
  - Massimo Ghini - La riffa
  - Ricky Tognazzi - Una storia semplice

### Migliore attrice non protagonista
- Angela Finocchiaro - Il portaborse
  - Athina Cenci - Zitti e mosca
  - Elisabetta Pozzi - Maledetto il giorno che t'ho incontrato
  - Lucrezia Lante della Rovere - Zuppa di pesce
  - Maddalena Fellini - La domenica specialmente

### Migliore opera prima
- Alessandro D'Alatri - Americano rosso

### Migliore sceneggiatura
- Daniele Luchetti, Stefano Rulli, Sandro Petraglia - Il portaborse
  - Franco Bernini, Enzo Monteleone, Giuseppe Piccioni - Chiedi la luna
  - Sandro Petraglia, Andrea Purgatori, Stefano Rulli - Il muro di gomma
  - Carlo Verdone, Francesca Marciano - Maledetto il giorno che t'ho incontrato
  - Andrea Barbato, Emidio Greco - Una storia semplice

### Migliore fotografia
- Alessio Gelsini Torresi - Americano rosso
  - Pasquale Rachini - Bix
  - Ennio Guarnieri - Il proiezionista (The Inner Circle)
  - Franco Di Giacomo - Rossini! Rossini!
  - Tonino Delli Colli - Una storia semplice

### Migliore sonoro
- Franco Borni - Il portaborse
  - Bruno Pupparo - Chiedi la luna
  - Gaetano Carito - Il muro di gomma
  - Benito Alchimede- Maledetto il giorno che t'ho incontrato
  - Gianni Zampagni - Una storia semplice

### Migliore scenografia
- Carlo Simi - Bix
  - Ezio Frigerio - Il proiezionista
  - Amedeo Fago - L'amore necessario
  - Francesco Frigeri - La puttana del re
  - Francesco Bronzi - Maledetto il giorno che t'ho incontrato

### Migliore montaggio
- Silvano Agosti - Uova di garofano
  - Angelo Nicolini - Chiedi la luna
  - Angela Monfortese - I 600 giorni di Salò
  - Claudio Di Mauro - Il muro di gomma
  - Mirco Garrone - Il portaborse

### Migliore costumi
- Lina Nerli Taviani - Rossini! Rossini!
  - Graziella Virgili, Carla Bertoni - Bix
  - Nelli Fomina - Il proiezionista
  - Carlo Diappi - La puttana del re
  - Lia Francesca Morandini - Una storia semplice

### Migliore colonna sonora
- Pino Daniele - Pensavo fosse amore... invece era un calesse
  - Francesco De Gregori - Il muro di gomma
  - Dario Lucantoni - Il portaborse
  - Ennio Morricone - La domenica specialmente
  - Fabio Liberatori - Maledetto il giorno che ti ho incontrato

### Miglior manifesto
- Quando eravamo repressi

### Migliore film straniero
- Thelma & Louise di Ridley Scott